# 吳鳳章
吳鳳章（?—?），號聲和，廣東省潮州府潮陽縣貴山都人。

## 生平
康熙五十七年（1718年）生。乾隆十三年（1748年）戊辰科進士。出任松陽縣（今浙江麗水市）知縣。其時離縣城六十里處有蛇出沒作祟，鄉民膜拜，鳳章挺身而出：「除害安民乃是知縣職責。」遂用縣印打擊偶像，然後燒毀，其害遂止。該縣西部田園常患乾旱，鳳章因勢利導，改水向西流，使田園獲得水源灌溉，瘠地變成良田，百姓交口稱頌。

## 家族
唐朝潮陽令吳駒之裔孫。